# Bilha
Bilha (hébreu בִּלְהָה (Bilha) : insouciante) est le nom d'un personnage biblique, servante de Rachel et troisième épouse de Jacob.
Rachel fait épouser sa servante à Jacob car elle ne peut pas lui donner d'enfants. D'après d'autres commentateurs, Bilha et Zilpa étaient deux sœurs plus jeunes de Léa et Rachel que leur père Laban avait offertes comme servantes à ses deux filles aînées au moment de leurs mariages[réf. nécessaire]. Selon la tradition judaïque, Bilha aurait pour père Laban et pour mère une concubine de son père,. Une autre hypothèse pour l'ascendance de Bilha est : Bilha née le même jour que Rachel, sœur cadette de Zilpa, a pour père Rotheus frère de Debora la nourrice de Rébecca et a pour mère Aena la servante de Laban.
Bilha donne deux fils à Jacob : Dan et Nephtali dont la descendance constituera deux des douze tribus d'Israël : la tribu de Dan et la tribu de Nephtali.
Selon certains midrachim, Bilha aurait eu une relation adultérine avec le fils aîné de Jacob, Ruben (à partir des textes de Gn 35:22, 49:3,4; et Dt 21:17). Pour d'autres commentateurs, Ruben aurait déplacé la couche de son père Jacob (qui partageait la tente de Rachel jusqu'au décès de celle-ci), de la tente de Bilha vers celle de sa mère Léa. C'est cette intervention dans la vie privée de son père qui serait dénoncée par le texte biblique.
D'après la tradition juive, Bilha est enterrée dans le Tombeau des Matriarches à Tibériade.